# كريس والتون
كريس والتون (26 سبتمبر 1933 - 2 فبراير 2006)  (بالإنجليزية: Chris Walton)‏ هو لاعب كريكت بريطاني. شارك مع منتخب إنجلترا للكريكت.

## وصلات خارجية
- كريس والتون على موقع إي آس بي آن كريك إنفو (الإنجليزية)